# André Versini
Pour les articles homonymes, voir Versini.
André-Michel Versini est un acteur réalisateur et scénariste français, né le 23 novembre 1923 à Saint-Mandé (Val-de-Marne) et mort le 8 décembre 1966 à Paris.

## Biographie
D'origine corse, il repose dans le cimetière Sud de Saint-Mandé (division 15), dépendant de la commune mais situé dans le 12e arrondissement de Paris.

## Filmographie

### Cinéma
- 1947 : Troisième Cheminée à droite de Jean Mineur
- 1948 : Ainsi finit la nuit d'Emil-Edwin Reinert
- 1948 : Le Bal des pompiers d'André Berthomieu
- 1949 : La Veuve et l'Innocent d'André Cerf : Gégène
- 1949 : La Maison du printemps de Jacques Daroy
- 1950 : L'Amant de paille de Gilles Grangier
- 1950 : Ils ont vingt ans de René Delacroix
- 1950 : Mademoiselle Josette, ma femme d'André Berthomieu
- 1950 : Pas de pitié pour les femmes de Christian Stengel
- 1951 : Ils étaient cinq de Jack Pinoteau
- 1952 : Le Rideau rouge / Ce soir on joue Mac-Beth d'André Barsacq
- 1952 : Deux de l'escadrille de Maurice Labro
- 1953 : Le Secret d'Hélène Marimon d'Henri Calef
- 1954 : La Reine Margot de Jean Dréville : Henri de Navarre
- 1954 : Ça va barder de John Berry
- 1954 : Leguignon guérisseur de Maurice Labro
- 1955 : La Rue des bouches peintes de Robert Vernay
- 1955 : Cherchez la femme de Raoul André
- 1955 : Une fille épatante de Raoul André
- 1955 : Les Indiscrètes de Raoul André
- 1955 : Les Pépées au service secret de Raoul André
- 1955 : Je suis un sentimental de John Berry : Armand Sylvestre, le comédien
- 1956 : La Polka des menottes de Raoul André
- 1956 : C'est arrivé à Aden de Michel Boisrond
- 1956 : Ce soir les jupons volent de Dimitri Kirsanoff
- 1957 : La Belle et le Corsaire de Giuseppe Maria Scotese (non crédité)
- 1957 : Le Captif de Maurice Labro
- 1957 : Tous peuvent me tuer d'Henri Decoin : acteur et scénariste
- 1958 : La Chatte d'Henri Decoin
- 1958 : Les Noces vénitiennes d'Alberto Cavalcanti
- 1959 : Nathalie, agent secret d'Henri Decoin
- 1959 : J'irai cracher sur vos tombes de Michel Gast
- 1962 : Mandrin, bandit gentilhomme de Jean-Paul Le Chanois
- 1962 : Horace 62 : réalisateur et scénariste
- 1962 : Le Couteau dans la plaie d'Anatol Litvak : coscénariste
- 1963 : L'Inconnue de Hong Kong de Jacques Poitrenaud : scénariste
- 1963 : Le Captif de Maurice Labro : acteur
- 1963 : Agent spécial à Venise / Voir Venise et crever : réalisateur

### Télévision
- 1960 : Du côté de l'enfer de Claude Barma (téléfilm)
- 1965 : Le train bleu s'arrête 13 fois, épisode Marseille, choc en retour de Michel Drach
- 1967 : Rue barrée (série télévisée) (scénariste et réalisateur)

## Théâtre
- 1947 : L'amour vient en jouant de Jean Bernard-Luc, mise en scène Pierre-Louis, théâtre Édouard VII
- 1950 : Mon ami le cambrioleur d'André Haguet, mise en scène Michèle Verly, théâtre Gramont
- 1950 : Harvey de Mary Chase, mise en scène Marcel Achard, théâtre Antoine
- 1952 : Ami-ami de Pierre Barillet et Jean-Pierre Grédy, mise en scène Jean Wall, théâtre des Célestins
- 1952 : La Grande Roue de Guillaume Hanoteau, mise en scène Roland Piétri, théâtre Saint-Georges
- 1952 : La Grande Oreille de Guillaume Hanoteau, mise en scène Roland Piétri, théâtre Saint-Georges
- 1953 : Zamore de Georges Neveux, mise en scène André Barsacq, théâtre de l'Atelier